# 陰茎骨
陰茎骨（いんけいこつ、英:baculum）とは有胎盤哺乳類の陰茎に存在する骨である。
ヒトには存在しない。陰茎骨を持つ哺乳類と持たない哺乳類が存在する。

## 陰茎骨を持つ哺乳類
食肉類、霊長類、真無盲腸類、翼手類、齧歯類などのグループのうち多くの種に見られる。

## 陰茎骨を持たない哺乳類
有袋類、単孔類、ゾウ目、ジュゴン目、鯨偶蹄目、ウマ目、ウサギ目（例外的にアメリカナキウサギにはある）には陰茎骨がない。また、霊長類の一部（ヒト、クモザル属、メガネザル属など）、食肉目の一部（ジャコウネコ科の一部、ハイエナ科）、翼手類の一部なども陰茎骨を持たない。

## 形態と機能
陰茎骨は亀頭付近にあり、他の骨と連結していない遊離した骨である。陰茎骨の形やサイズ、陰茎に対する陰茎骨の比率は分類群によって様々である。翼手類では近似種間でも陰茎骨の形態が異なることがある。
陰茎骨は交尾に関係があると考えられる。サル目や食肉目では交尾の時間が長い種は陰茎骨が長い傾向がある。
イヌ科は陰茎がまだ勃起していない状態で挿入して挿入後に海綿体が膨張し勃起する。イヌ科が非勃起状態で挿入できるのは陰茎骨があるためである。